# Sas-kői-hasadékbarlang
A Sas-kői-hasadékbarlang a Duna–Ipoly Nemzeti Parkban lévő Visegrádi-hegységben található egyik barlang. Szentendre területén van.

## Leírás
A Sas-kői-hasadékbarlang a Sas-kői-kisbarlangtól Ny felé kb. 60 m-re, a sziklafalban található. A barlang bejárata a sziklafalban kb. 5 m relatív magasságban, egy párkányról nyílik.
A látványos, de nehezen járható, szűk hasadék a sziklafallal közel párhuzamosan alakult ki. Az üreg alatt markáns, befelé és lefelé táguló, hosszú, beláthatatlan hasadék figyelhető meg, ám oda bejutni nem lehet, az eleje nagyon szűk. A barlang hossza 5,1 m és magassága 1,3 m.

## Kutatástörténet
A barlangot először Gönczöl Imréék írták le 1997-ben. A barlangtérképét is megrajzolták. A 2001. november 12-én elkészült, Magyarország nemkarsztos barlangjainak irodalomjegyzéke című kézirat barlangnévmutatójában szerepel a Sas-kői-hasadékbarlang. A barlangnévmutatóban meg van említve 1 irodalmi mű, amely foglalkozik a barlanggal. A 366. tétel nem említi, a 365. tétel említi. A 2014. évi Karsztfejlődésben megjelent tanulmányban az olvasható, hogy a Visegrádi-hegység 101 barlangjának egyike a Szentendrén található Sas-kői-hasadékbarlang, amely 5,1 m hosszú és 1,3 m magas.